# Anna d'Orleans (duquessa d'Aosta)
Anna d'Orleans (francès: Anne d'Orléans)  (Le Nouvion-en-Thiérache, 5 d'agost de 1906 - Sorrento, 19 de març de 1986) Anna d'Orleans, duquessa d'Aosta. Princesa de la Casa reial dels Orleans de França amb el tractament d'altesa reial.

## Biografia
Nascuda al Château de Nouvion-en-Thiérache, històrica propietat dels Orleans a Bèlgica el dia 5 d'agost de 1906. Filla del cap de la casa reial dels Orleans, el príncep Joan d'Orleans, i de la princesa Isabel d'Orleans.
La princesa era neta per via paterna del príncep Robert d'Orleans i de la princesa Francesca d'Orleans i per via materna era net del príncep Felip d'Orleans i de la princesa Maria Isabel d'Orleans.
Casada el dia 5 de novembre de 1927 al Palau de Campodimonte amb el príncep Amadeu de Savoia-Aosta, fill del duc Manuel Filibert de Savoia-Aosta i de la princesa Helena d'Orleans. La parella tingué dues filles:
- SAR la princesa Margarida de Savoia-Aosta, (Nàpols, 7 d'abril de 1930 - Basilea, 10 de gener de 2022).[3] Casada el 1953 amb l'arxiduc Robert d'Àustria-Este.[4]

- SAR la princesa Maria Cristina de Savoia-Aosta, nascuda el 1933 a Trieste. Es casà el 1967 amb el príncep Casimir de Borbó-Dues Sicílies.

L'any 1942, després de ser nomenat virrei d'Abissínia i de dirigir una expedició en contra de la Somàlia britànica, el duc d'Aosta fou fet presoner i tancat a un camp de concentració de l'exèrcit britànic a Nairobi.
Resident a Milà, la duquessa d'Aosta morí l'any 1987 a Capo di Sorrento. A la dècada de 1950, l'emperador d'Etiòpia pretengué prendre el te amb la duquessa en senyal de deferència per l'actitud de respecte i cavallerositat del duc al país. Malgrat tot, aquest bonic gest fou vetat per la República italiana considerant-lo una falta de respecte a la voluntat popular del país.